# 东陈镇 (如皋市)
东陈镇是中华人民共和国江苏省南通市如皋市下辖的一个镇。
2013年3月18日，江苏省人民政府批复同意撤销雪岸镇、东陈镇，将原雪岸镇、东陈镇所辖区域合并，设立新的东陈镇，镇政府驻原东陈镇府前街4号。

## 行政区划
东陈镇下辖以下村级行政区划单位：
雪岸社区、南凌社区、雪东社区、万富社区、凌云社区、雪洪村、刘亮村、刘杨村、洪桥社区、杨庄社区、冯堡社区、徐湾社区、山河社区、南东陈社区、双群社区、南庄村、北庄村、尚书村、石池村、范桥村、蒋宗村、杭桥村和汤湾村。